# José Nieto (músic)

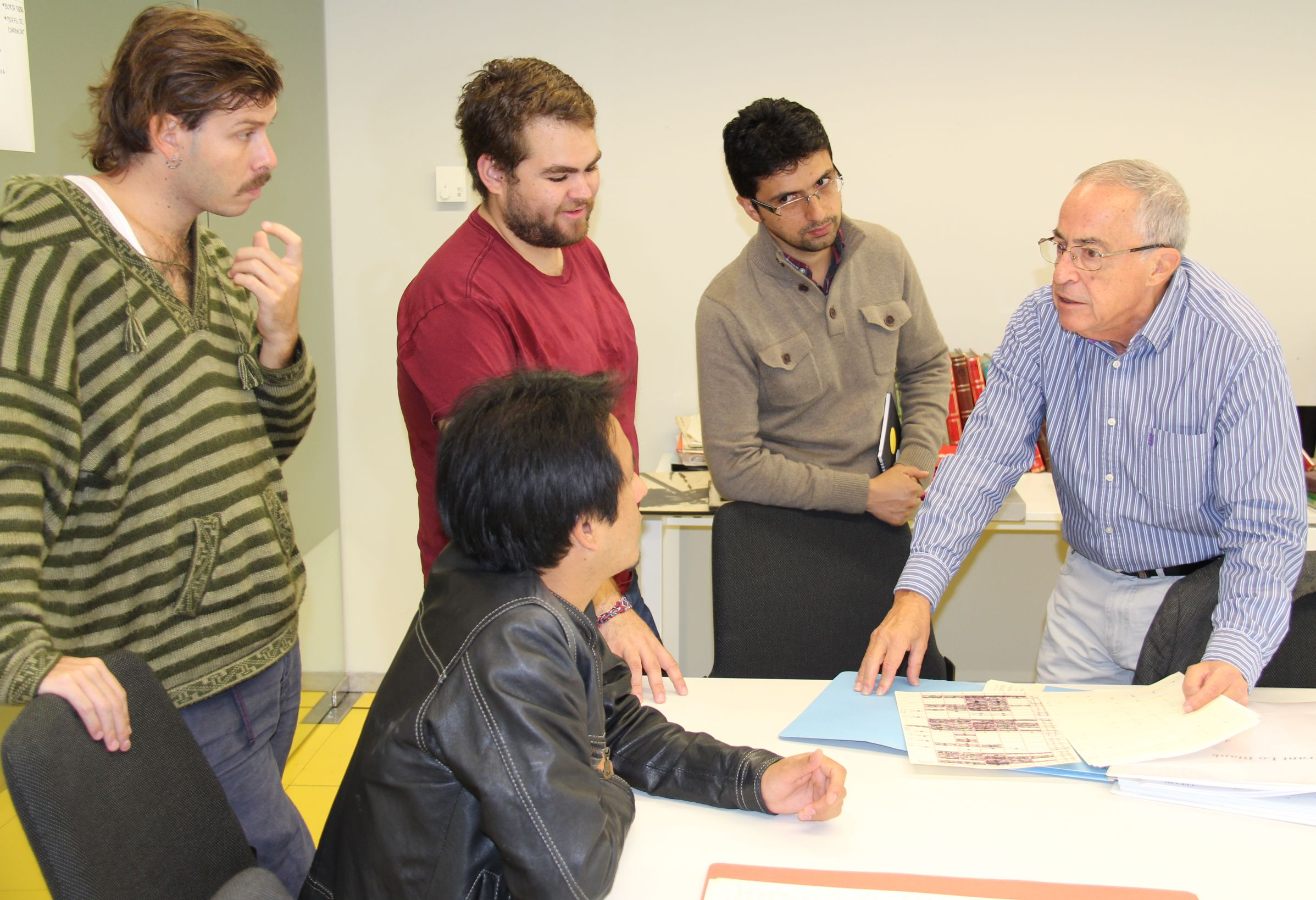
El compositor José Nieto imparteix una masterclass a estudiants del Conservatori del Liceu de Barcelona amb les partitures dipositades en la Filmoteca de Catalunya.

José Nieto   (Madrid, 1 de març de 1942) és un compositor espanyol. Al llarg de la seva carrera s'ha especialitzat sobretot en la composició de música de pel·lícules i de sèries de televisió.

## Biografia
El 1958 va començar tocant la bateria en un grup musical anomenat Los Pekenikes. Ja el 1962 comença la seva carrera professional, com instrumentista, en conjunts de jazz i altres orquestres. Poc després, comença a col·laborar com a arranjador en diferents companyies discogràfiques amb cantants com Julio Iglesias, Massiel, Nino Bravo, Vainica Doble, Marisol (en el seu disc Galeria de perpètues. Cançons per a dones) i Cecilia. Caldria destacar el seu treball amb el grup Aguaviva, tant com a arranjador com a compositor i productor. El 1970 debuta al cinema component la música de la pel·lícula La Lola, diuen que no viu sola de Jaime de Armiñán, iniciant així la seva carrera fílmica.
El 1987 va compondre la música del llargmetratge El Lute: camina o revienta, de Vicente Aranda que reconeixia que després d'haver renunciat a posar música en les seves pel·lícules, per les males experiències acumulades i per la seva poca capacitat per entendre el paper de la música, va tornar a utilitzar la música al seu cinema gràcies a José Nieto. Amb ell manté una col·laboració permanent a partir d'aquest treball, aportant bandes sonores molt significatives com a Amantes, La pasión turca, Libertarias, Celos, Juana la Loca, Carmen o Lluna calenta. Per a la televisió ha compost sobretot la música de sèries espanyoles, tant documentals (L'arca de Noé), com de temes històrics (Teresa de Jesús, Los jinetes del alba) encara que també ha treballat en sèries internacionals com Capitan Cook o Armada i per a la BBC en sèries com Crusades o The End of the World.
Fos de l'àmbit cinematogràfic i televisiu, en teatre ha col·laborat entre altres amb Miguel Narros a El burlador de Sevilla i Salomé, amb María Ruiz a la Serrana de la Vora i El retrat de Dorian Gray, amb José Luis Gómez a Noces que van ser famoses del Pingajo i la Fandanga i en La vida es sueño, amb Adolfo Marsillach a Els bojos de València i amb Josefina Molina a No pot ser….
El 1992 compon la música per a l'espectacle del llac de la Expo de Sevilla, la de l'espectacle de la Cartoixa Tant de bo! el 1993 i la inauguració dels Campionats Mundials d'Atletisme de 1999 que inclou el tema Sevilla mundial que es va fer molt popular en ser utilitzat com a sintonia del programa de ràdio de Carlos Herrera. Així mateix és l'autor de la música Una Aventura Universal (1997-2004) de Port Aventura. També és l'autor de la banda sonora de l'espectacle Fiestaventura, del mateix parc temàtic, que va obtenir el premi TEA al millor espectacle en directe del món l'any 2000.
Una de les seves activitats més importants, encara que potser menys coneguda, és el seu treball en l'àmbit del ballet. Les seves obres en aquest camp inclouen Tres Danses Espanyoles, Ritmes, Romanç de Lluna, Don Juan Tenorio, Dualia i El Cor de Pedra Verda, totes elles compostes per al Ballet Nacional d'Espanya. Per a la Companyia Andalusa de Dansa ha compost Picasso: Paisatges i per encàrrec de la Biennal de Flamenc de Sevilla de l'any 2012 Sortilegi de Sang, sobre Macbeth de Shakespeare.

## Tasca docent
José Nieto ha desenvolupat una intensa activitat docent donant cursos sobre música cinematogràfica i so en escoles i universitats nacionals i estrangeres. Ha dirigit des de 1996 fins al 2010 el departament de so de l'Escola de Cinema i Audiovisual de Madrid (ECAM) i actualment és professor de l'Escola Superior de Cinema i Audiovisual de Barcelona (ESCAC).
Ha impartit cursos regularment des de l'any 1993 a l'Aula de Música de Barcelona i actualment fa classes de composició i música per al cinema en el Conservatori del Liceu. Ha fet classes a l'Escola Internacional de Cinema de Sant Antonio de los Baños de Cuba i en la Berklee School of Music de Boston. Així mateix ha impartit seminaris i conferències en els cursos d'estiu de la Universitat Complutense de Madrid a L'Escorial, la Universitat Menéndez Pelayo de Santander, a la Universitat de Granada i en cursos i master de la Universitat Internacional d'Andalusia a Baeza i de la Politècnica de València.

## Paper de la música al cinema
En opinió del compositor la música és una opció estètica, que pot posar-se o no en una pel·lícula, és una qüestió d'estil. El director és el responsable final de la pel·lícula i, des d'aquest punt de vista, la resta de professionals poden opinar, però no imposar el seu criteri. En cas de no estar d'acord amb els criteris del director José Nieto pensa que el que cal fer és retirar-se del projecte. És el que li va ocórrer amb Milos Forman a Goya's Ghosts, ja que els criteris del realitzador i del compositor en la forma d'aplicar la música en la pel·lícula eren diferents.

## Premis i candidatures
Entre altres premis ha rebut 3 vegades el premi del Cercle d'Escriptors Cinematogràfics, 6 vegades el premi Goya a la millor música original de l'Acadèmia de les Ciències i les Arts Cinematogràfiques i l'Espiga d'Or en la 41 Setmana Internacional de Cinema de Valladolid. És el primer compositor que obté el Premi Nacional de Cinematografia (any 2000). En el 2001 obté el premi de l'Acadèmia de les Arts i les Ciències de la Música al millor àlbum de banda sonora de la pel·lícula Juana la boja i en 2003 pel de Carmen. Aquest mateix any va rebre també el premi Max de teatre per la música de El burlador de Sevilla.
Premis Goya
| Categoria              | Any  | Pel·lícula             | Resultat  |
| ---------------------- | ---- | ---------------------- | --------- |
| Millor cançó original  | 2003 | Carmen                 | Candidat  |
| Millor música original | 2001 | Juana la Loca          | Candidat  |
| Millor música original | 2000 | Sé quién eres          | Guanyador |
| Millor música original | 1996 | El perro del hortelano | Candidat  |
| Millor música original | 1994 | La pasión turca        | Guanyador |
| Millor música original | 1993 | Intruso                | Candidat  |
| Millor música original | 1992 | El maestro de esgrima  | Guanyador |
| Millor música original | 1991 | El rey pasmado         | Guanyador |
| Millor música original | 1990 | Lo más natural         | Guanyador |
| Millor música original | 1989 | Esquilache             | Candidat  |
| Millor música original | 1987 | El bosque animado      | Guanyador |

## Fons
El fons de José Nieto es conserva a la Filmoteca de Catalunya. Conté les partitures originals dels seus treballs a pel·lícules i sèries i diverses còpies enquadernades d'aquests.